# Střítež nad Ludinou
Střítež nad Ludinou település Csehországban, Přerovi járásban. Střítež nad Ludinou Jindřichov, Olšovec, Bělotín, Partutovice és Hranice településekkel határos. Lakosainak száma 883 fő (2024. január 1.).

## Népesség
A település lakosságának változását az alábbi diagram mutatja:
| Lakosok száma | 862  | 808  | 894  | 951  | 884  | 816  | 813  | 818  | 814  | 883  |
|               | 1869 | 1900 | 1921 | 1961 | 1980 | 2011 | 2016 | 2019 | 2021 | 2024 |